# 石見銀山ねずみ捕り
石見銀山ねずみ捕り（いわみぎんざんねずみとり）は江戸時代、石見国笹ヶ谷鉱山で銅などと共に採掘された砒石すなわち硫砒鉄鉱（砒素などを含む）を焼成して作られた殺鼠剤（ねずみ捕り）である。主成分は亜ヒ酸。単に「石見銀山」や「猫いらず」とも呼ばれ、広く使われた。

## 概要
実際の石見銀山（大森銀山）では産出されなかったが、その知名度の高さにあやかるため「笹ヶ谷」等ではなく「石見銀山」と号した。毒薬として落語・歌舞伎・怪談などにも登場する。
砒素の化合物はいずれも一般に猛毒であり、毒物及び劇物取締法により厳しく取り締まられ、また幼児・愛玩動物・家畜などが誤食すると危険なため現在では殺鼠剤としては使われていない。また笹ヶ谷鉱山は既に廃鉱となっている。
笹ヶ谷鉱山（現在の島根県鹿足郡津和野町）は、戦国時代から銀を産出していた石見銀山（同県大田市大森町）と共に戦略上から幕府直轄領（いわゆる天領）とされ、大森奉行所（のち代官所に格下げ）の支配下とされたので無関係ではないが、砒素の産地が何処であるか（正しくは前者）については混乱も見られる。元禄期には銀山の産出が減る一方で、その後も笹ヶ谷からの殺鼠剤販売が続き名前が一人歩きするようになったため、と考えられている。
笹ヶ谷鉱山では明治以降も亜ヒ酸の生産が断続的に続き、閉山後の1970年代に土呂久鉱山（宮崎県）等とともにヒ素鉱害がクローズアップされることとなった。
また、1997年に同じ石見国の津和野町で日本最大級の間欠泉が発見され、観光資源としての活用が期待されたが、噴出する湯に安全基準を超えた砒素が検出されたため、封鎖されたという逸話がある。

## 販売
江戸・東京や上方においては、売り子が売り歩いた。

## 登場する創作物

### 文学
- 赤ひげ診療譚 - 山本周五郎の連作短編時代小説。収録作品「鶯ばか」で、長次ら家族が一家心中で服用。

### 映画
- 赤ひげ - 上記小説の映画化作品。黒澤明監督作。

### テレビドラマ
- 上記小説のテレビドラマ化作品が多数ある。